# Bundesdeutscher Arbeitskreis für Umweltbewusstes Management
Der Bundesdeutsche Arbeitskreis für Umweltbewusstes Management (BAUM) e. V. ist ein gemeinnütziges Unternehmensnetzwerk für nachhaltiges Wirtschaften.
Satzungsgemäßer Zweck des Vereins ist es, Unterstützung bei der Einführung und Fortentwicklung einer umweltbewussten und nachhaltigen Unternehmensführung und bei der Förderung von praktischen Umweltschutzmaßnahmen zu bieten sowie für die Bereitstellung bzw. Vermittlung wirtschaftsökologischer Informationen zu sorgen. Mitglieder können freiwillig eine Willenserklärung des Vereins, den BAUM-Kodex für nachhaltiges Wirtschaften unterschreiben und dürfen daraufhin das Vereinslogo verwenden.

## Aktivitäten / Netzwerkarbeit
BAUM versteht sich als branchenübergreifendes Kompetenz- und Kommunikationsnetzwerk für Akteure aus Wirtschaft, Politik, Wissenschaft, Medien und Verbänden und unterstützt seine Mitglieder bei Vernetzung, Austausch und Kompetenzentwicklung zu Nachhaltigkeitsthemen, beim Aufbau und bei der Weiterentwicklung ihres Nachhaltigkeitsmanagements sowie bei der Umsetzung von Nachhaltigkeitsmaßnahmen. Das Angebot von BAUM richtet sich an Unternehmen aller Branchen, insbesondere KMU, die nachhaltiges Management fördern und umsetzen wollen.

### Veranstaltungen und Wettbewerbe
Der Verein veranstaltet regelmäßig praxisorientierte Workshops und Fachtagungen, wie z. B. den Unternehmenstreff Nachhaltigkeit, die Climate-Action-Reihe, die BAUM-Jahrestagung und das Sustainability Leadership Forum (SLF), um den Wissenstransfer sowie die inhaltliche Erarbeitung konkreter Problemlösungen durch den direkten Erfahrungsaustausch zwischen Wissenschaft und Wirtschaft zu ermöglichen.
BAUM organisierte eigene Wettbewerbe wie z. B. von 2008 bis 2022 den Wettbewerb Büro & Umwelt, welcher den schonenden Umgang mit Ressourcen im Unternehmen und die Beachtung von Umwelt- und Nachhaltigkeitsaspekten beim Einkauf von Büroprodukten auszeichnet, sowie den Bundespreis Umwelt & Bauen als Kooperationspartner des Umweltbundesamts.

### Projekte
Der Verein initiiert Projekte unter aktiver Einbeziehung von Unternehmen, z. B. Wirtschaft pro Klima, nachhaltig.digital, SDG-Scouts, Mobility Policy.
BAUM ist auch an Forschungsprojekten beteiligt, z. B. als Verbundpartner an dem vom Bundesministerium für Bildung und Forschung finanzierten Projekt „Ganzheitliches Management von Energie- und Ressourceneffizienz in Unternehmen (MERU)“, dessen Ziel es ist, Rebound-Effekte in Unternehmen konzeptionell und empirisch zu untersuchen und Empfehlungen für Wirtschaft und Politik zu entwickeln.

### Fonds
Der Mitbegründer und Ehrenvorsitzende des Vereins Maximilian Gege initiierte die B.A.U.M. Zukunftsfonds e.G., heute BAUM Zukunftsgenossenschaft, der Investoren die Geldanlage in Projekte der Energieeinsparung, Energieeffizienz und Erneuerbare Energien ermöglichen soll. Der Fonds wurde mit dem SPD Innovationspreis ausgezeichnet. Mit dem BAUM Fair Future Fonds gibt es einen weiteren Fonds, der die Investition von Privatanlegern in kleine bis mittlere Unternehmen ermöglicht, die nachhaltig agieren. Die Bewertungskriterien fußen auf den Sustainable Development Goals (SDGs) der Vereinten Nationen sowie den Kriterien des Deutschen Nachhaltigkeitskodex (DNK). Im Jahr 2024 machten Angleger 3,9 Prozent Verlust. Von 2019 bis 2024 gewann der Fonds insgesamt 5,5 Prozent, während DAX 50 Prozent zulegte, der MSCI World sogar 82 Prozent.

### Umwelt- und Nachhaltigkeitspreis
Seit 1993 verleiht der Verein seinen eigenen BAUM-Umwelt- und Nachhaltigkeitspreis. Mit dem undotierten Preis wurden inzwischen etwa 300 Persönlichkeiten für ihre herausragenden persönlichen Leistungen und ihr individuelles Engagement im betrieblichen Umweltschutz und Nachhaltigkeitsmanagement ausgezeichnet, darunter Ibrahim Abouleish von Sekem, Antje von Dewitz von Vaude, Thomas Jorberg von der GLS-Bank, Christian Kroll von Ecosia, Friederike Otto vom Imperial College London, Klaus Töpfer und Ernst Ulrich von Weizsäcker. Wichtiges Kriterium bei der Auswahl und Bewertung der Preisträger sind die Praxisrelevanz und die Übertragbarkeit der initiierten Maßnahmen auf andere Unternehmen. Der BAUM-Umwelt- und Nachhaltigkeitspreis wird in den Kategorien International, Großunternehmen, Kleine und Mittelständische Unternehmen, Digitalisierung, Wissenschaft und Medien vergeben.

## Vereinsstruktur
Der Verein wurde 1984 gegründet und ist als gemeinnützig anerkannt. Dem geschäftsführenden Vorstand gehören Dieter Brübach und Martin Oldeland an. Den Vorsitz hat Yvonne Zwick inne, zuvor Stellvertretende Generalsekretärin und Leiterin des Büro Deutscher Nachhaltigkeitskodex beim Rat für Nachhaltige Entwicklung der Bundesregierung. Sie übernahm das Amt am 1. Januar 2021 in der Nachfolge von Maximilian Gege.
Die Vereinsarbeit wird begleitet von einem Beirat Unternehmen und einem Kuratorium Wissenschaft. Dem Beirat Unternehmen gehören Inhaber bzw. Führungspersönlichkeiten aus BAUM-Mitgliedsunternehmen an, u. a. Tobias Wollermann, Otto Group, Stefan Siemer, Weleda und Daniela Büchel, REWE GmbH. Im Kuratorium Wissenschaft wirken Wissenschaftler aus Fachgebieten um das nachhaltige Wirtschaften mit. Mitglieder des Kuratoriums sind u. a. Maja Göpel von der Leuphana Universität Lüneburg, Claudia Kemfert vom Deutschen Institut für Wirtschaftsforschung und Mojib Latif vom Helmholtz-Zentrum für Ozeanforschung Kiel.
Zu seinem 40. Jubiläum hat BAUM im Herbst 2024 ein neues Corporate Design bekommen.

## Kooperationen (Auswahl)

### Mitgliedschaften
- Bundesverband mittelständische Wirtschaft
- Deutsches Netzwerk Wirtschaftsethik EBEN Deutschland e. V.
- Deutscher Naturschutzring
- EUROSOLAR Europäische Vereinigung für Erneuerbare Energien e. V.
- Forum Ökologisch-Soziale Marktwirtschaft e. V. (FÖS)
- Klima-Allianz Deutschland

### Förderung
- Stiftung Allianz für Entwicklung und Klima
- 'Biodiversity in Good Company' Initiative e. V.
- Deutscher Nachhaltigkeitskodex des Rates für Nachhaltige Entwicklung
- Fridays for Future
- Bündnis #effizienzwende
- New European Bauhaus

### Mitwirkungen in Gremien, Jurys und Beiräten
- Jury des Deutschen Nachhaltigkeitspreises
- Beirat von Cradle to Cradle
- Beirat von Grüner Strom Label
- Fachbeirat des Studiengangs Mobilitätsmanagement an der Hochschule RheinMain
- Beirat von Transparency International Deutschland
- Jury des Nachhaltigkeitspreises der Neumarkter Lammsbräu
- Beirat der Deutsche Unternehmensinitiative Energieeffizienz e. V. (DENEFF)
- Vorstand der Charta Digitale Vernetzung

## Auszeichnungen (Auswahl)
- 2014 – Ausgezeichneter Ort der Initiative Deutschland – Land der Ideen – Auszeichnung des BAUM-Projekts „Regionale EnergieEffizienzGenossenschaften (REEG)“[15]
- 2013 – SPD Innovationspreis 2013 für die „B.A.U.M. Zukunftsgenossenschaft eG“[16]
- 2005 – Auszeichnung des BAUM-Projekts „Mitarbeiter Motivation für Nachhaltigkeit“ (MIMONA) als Offizielles Projekt der Weltdekade „Bildung für Nachhaltige Entwicklung“ der Vereinten Nationen[17]
- 2000 – Umweltschutzpreis des Bundesverbands der Deutschen Industrie mit dem Sonderpreis „Umweltinformationen der Unternehmen“[18]
- 1995 – Deutscher Umweltpreis 1995 der Deutschen Bundesstiftung Umwelt | Stichwort: Umweltorientierte Unternehmensführung an Georg Winter, einen der Gründer von BAUM.[19]

## Kritik
Der Verein fordert keine verbindlichen Regeln von den Mitgliedern. Der Verein verifiziert in den Statuten nicht näher, was „Nachhaltigkeit“ und „Nachhaltigkeitsmanagement“ konkret an Maßnahmen in der Unternehmenspolitik bedeuten.
In der Öffentlichkeit mehrfach für ihre umweltschädlichen Produktionsweisen, Rüstungsproduktion oder sozial schwierigen Arbeitssituationen kritisierte Unternehmen können ebenfalls Förderkreismitglieder bei BAUM sein. Unter anderem der Möbelkonzern IKEA Deutschland ist Mitglied, der dafür kritisiert wird, einen Großteil seiner Kiefern-Möbelhölzer aus dem hohen Norden Russlands zu beziehen. Dem Vernehmen nach habe die Ikea-Tochter Swedwood 300.000 Hektar Naturwald in Karelien gepachtet und holze bis dahin von der Holzindustrie unberührte Waldgebiete ab. Weitere Mitglieder, die für kontroverse Geschäftspraktiken kritisiert werden, sind z. B. Danone, Lacoste, Porsche, TUI Cruises, Procter & Gamble und Commerzbank.
2011 ging der BAUM-Umweltpreis an den damaligen Unilever-Chef Harry J. M. Brouwer, da er „die Nachhaltigkeitsaktivitäten des Konzerns entscheidend geprägt und vorangetrieben“ habe. Diese Verleihung war von anderen NGOs kritisiert worden, u. a. aufgrund der bei Unilever zu jenem Zeitpunkt nicht als nachhaltig gesicherten Bezugsquellen von Palmöl. Der Verein „Rettet den Regenwald“ verlieh als Reaktion darauf dem Unilever-Chef daher seinen Antipreis BAUM-AB-Preis „für Beihilfe zur Umweltzerstörung und Missachtung der Menschenrechte in Indonesien“. Reinhard Behrend von „Rettet den Regenwald“ charakterisierte den Verein BAUM im Zusammenhang mit der umstrittenen Umweltpreisverleihung 2011 wie folgt: „B.A.U.M. ist ein Verein, in dem 500 Wirtschaftsbetriebe sitzen, die sich gegenseitig medienwirksam auf die Schulter klopfen.“
Eine weitere von Umweltorganisationen kritisierte Preisverleihung gab es 2014 in der Kategorie Großunternehmen an Michael Ungerer als Präsident und Monika Griefahn als Direktorin für Umwelt und Gesellschaft des Kreuzfahrtunternehmens AIDA.

## Publikationen (Auswahl)
- Wilhelm Bode, Rainer Kant, BAUM e. V. (Hg.): Dauerwald – Leicht gemacht: Ein Kurzleitfaden für die Praxis. Rangsdorf: Natur & Text, 2021. ISBN 978-3-942062-54-1
- BAUM e. V. (Hg.): Pioniere der Nachhaltigkeit. 25 Jahre B.A.U.M.-Umweltpreis. München: oekom, 2018. 144 S. ISBN 978-3-96238-075-5
- Gege, Maximilian & Heib, Marilyn (Hg.): Erfolgsfaktor Energieeffizienz. Investitionen, die sich lohnen. München: oekom verlag, 2011. ISBN 978-3-86581-267-4
- Gege, Maximilian: Unterwegs zu einem ökologischen Wirtschaftswunder. Hamburg: Europäische Verlagsanstalt, 2008. ISBN 978-3-434-50615-7